# Christopher Thomson, 1. Baron Thomson

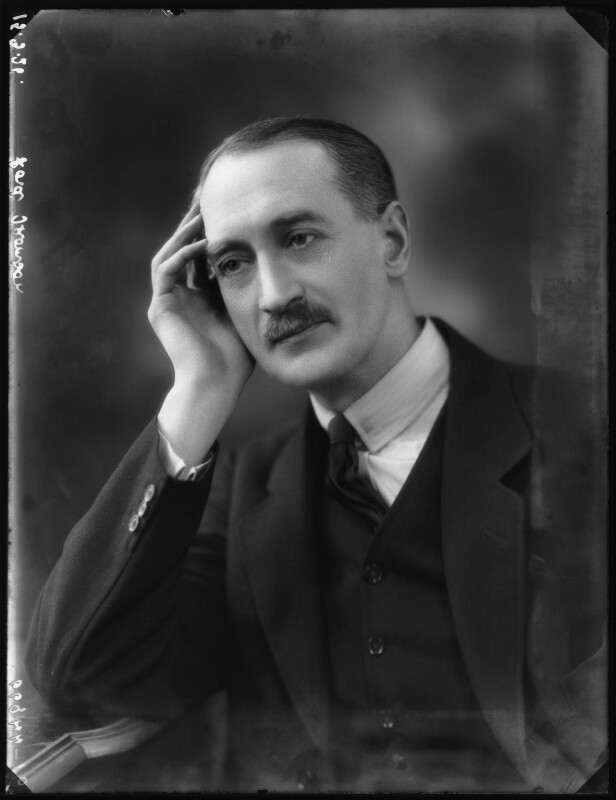
Christopher Thomson, 1. Baron Thomson (1926)

Christopher Birdwood Thomson, 1. Baron Thomson, PC, CBE, DSO (* 13. April 1875 in Nashik, Britisch-Indien; † 5. Oktober 1930 in Allonne, Arrondissement Beauvais, Département Oise) war ein britischer Offizier der British Army und Politiker der Labour Party, der 1924 sowie erneut von 1929 bis zu seinem Tod 1930 Luftfahrtminister war. Ab 1924 war er als erblicher Peer Mitglied des House of Lords.

## Leben

### Familiäre Herkunft, Offizier und Erster Weltkrieg
Christopher Birdwood Thomson war das siebte von zehn Kindern von Major-General David Thomson und dessen Ehefrau Emily Lydia Thomson, Tochter von General Christopher Birdwood. Sein Großvater väterlicherseits war General Harry Thomson. Zu seinen Onkeln gehörten der Naturforscher George Christopher Molesworth Birdwood und der Gouverneur von Bombay Herbert Mills Birdwood. Sein Cousin und Sohn von Herbert Mills Birdwood, Field Marshal William Birdwood, 1. Baron Birdwood, war von 1925 bis 1930 Oberbefehlshaber in Indien.
Nach dem Besuch des elitären Cheltenham College absolvierte Thomson eine Offiziersausbildung an der Royal Military Academy Woolwich und trat nach deren Abschluss 1894 als Second Lieutenant der Royal Engineers in die British Army ein. Er nahm am Zweiten Matabelekrieg (März 1896 bis Oktober 1897) sowie von 1900 bis 1902 am Zweiten Burenkrieg teil. Er erhielt den Brevet-Rang als Major und war zu Beginn des Ersten Weltkrieges zwischen 1914 und 1915 Erster Generalstabsoffizier und von 1917 bis 1918 Kommandeur der Royal Engineers (CRE) der in Palästina eingesetzten 60. Division. Mit dieser nahm er unter anderem an der Schlacht von Beerscheba (31. Oktober 1917) sowie an der Schlacht um Jerusalem (17. November  bis 30. Dezember 1917) teil. 1918 wurde er zum Brigadier-General befördert und als Companion des Distinguished Service Order (DSO) ausgezeichnet. 1919 wurde er zum Commander des Order of the British Empire (CBE) erhoben und schied aus dem aktiven Militärdienst aus.

### Luftfahrtminister, Oberhausmitglied und Unfalltod
Christopher Thomson war Mitglied der Labour Party. Bei der Unterhauswahl am 6. Dezember 1923 gewann die Labour Party 191 Sitze. Obwohl die Conservative Party 258 Mandate gewonnen hatte, erklärte H. H. Asquith, dessen Liberal Party als drittstärkste Kraft 158 Sitze erhalten hatte, dass seine Partei die Regierung der Conservative Party unter Premierminister Stanley Baldwin nicht weiter unterstützen werde. Asquith erklärte zu einer Regierungsbildung durch die Labour Party, dass dies „kaum unter sichereren Bedingungen versucht werden kann“ (‚it could hardly be tried under safer conditions‘). Ramsay MacDonald stimmte der Bildung einer Minderheitsregierung zu, die am 23. Januar 1924 als erste Regierung der Labour Party gebildet wurde. Allerdings war die Regierungsbildung dadurch geprägt, dass die Politiker der Labour Party über wenig oder keine Verwaltungserfahrung verfügten. Thomson wurde am 23. Januar 1924 zum Luftfahrtminister (Secretary of State for Air) im ersten Kabinett MacDonald berufen. Er bekleidete dieses Ministeramt bis zum Ende von MacDonalds Amtszeit am 4. November 1924. Zugleich wurde er am 23. Januar 1924 wurde er des Weiteren Mitglied des Geheimen Kronrates (Privy Council).
Kurz nach seinem Eintritt in die Regierung wurde Thomson am 11. Februar 1924 als Baron Thomson, of Cardington in the County of Bedford, zum erblichen Peer der Peerage of the United Kingdom erhoben und war dadurch bis zu seinem Tod am 5. Oktober 1930 Mitglied des House of Lords. Im zweiten Kabinett MacDonald bekleidete er vom 7. Juni 1929 bis zu seinem Tod am 5. Oktober 1930 abermals das Amt als Luftfahrtminister.
Er kam beim Absturz des Verkehrsluftschiffs R101 bei dessen Jungfernflug nach Karatschi über Allonne in Frankreich ums Leben. Der Unfall, der teilweise durch den Druck von Lord Thomson verursacht wurde, den Jungfernflug durchzuführen, bevor die Sicherheitskontrollen abgeschlossen und angemessene Flugtests abgeschlossen waren, forderte das Leben von 48 Menschen und führte zur Beendigung des britischen Luftschiffprogramms durch Thomsons Nachfolger als Luftminister, William Mackenzie, 1. Baron Amulree. Da Lord Thomson unverheiratet und kinderlos blieb, erlosch sein Baronstitel mit seinem Tod.

## Veröffentlichungen
- Old Europe’s suicid, 1920.
- Victors & vanquished, 1924.